# Кхароштхи
Кхаро́штхи — письменность, по-видимому, произошедшая от арамейского алфавита. Была распространена в Северной Индии и на юге Средней Азии (Бактрия, Согдиана) в III в. до н. э. — IV в. н. э. По своим чертам — полуалфавитное, полуслоговое письмо. Каждый знак обозначал либо гласный, либо согласный+любой гласный; слогообразующие гласные обозначались дополнительными чертами или видоизменениями знаков. Имелись также лигатуры.
В отличие от существовавшего в ту же эпоху письма брахми, от которого происходят почти все современные алфавиты Индии и Юго-Восточной Азии, письмо кхароштхи было забыто и дешифровано заново лишь в XIX веке Джеймсом Принсепом.

## Галерея
- Буквы кхароштхи.
- Надпись на кхароштхи на деревянной тарелке в Национальном музее Индии в Нью-Дели
- Надпись на кхароштхи на деревянной тарелке в Национальном музее Индии в Нью-Дели
- Надпись на кхароштхи на деревянной тарелке в Национальном музее Индии в Нью-Дели
- Письмо кхароштхи на дереве из Нии, III век н. э.
- Деревянная табличка с двойными клиньями на гандхари, написанная письмом кхароштхи, II-IV века н. э.
- Деревянная табличка с надписью символами кхароштхи (II–III вв. н. э.). Раскопаны в руинах Нии в Синьцзяне, Китай. Собрание Синьцзянского музея.
- Деревянный документ на кхароштхи, найденный в Лоулане (Китай), Аурелем Стейном
- Фрагментарный буддийский текст на кхароштхи на бересте (часть группы ранних рукописей из Гандхары), первая половина I века нашей эры. Коллекция Британской библиотеки в Лондоне
- Серебряная двуязычная тетрадрахма Менандра I (155–130 до н. э.). Аверс: греческая легенда ΒΑΣΙΛΕΩΣ ΣΩΤΗΡΟΣ ΜΕΝΑΝΔΡΟΥ (BASILEOS SOTEROS MENANDROU), буквально «Царя-спасителя Менандра». Реверс: легенда на кхароштхи MAHARAJA TRATARASA MENADRASA «Царь-Спаситель Менандр». Афина продвигается вправо, с молнией и щитом. Отметка отчеканена в Таксиле.
- Монета царя Хотана Гургамоя (I век н. э.). Аверс: легенда на кхароштхи «Великого царя царей, царя Хотана Гургамоя. Реверс: китайская легенда «Медная монета в 24 зерна».
- Монета Менандра II Дикайоу[англ.]. Аверс: Менандр в диадеме. Греческая легенда: ΒΑΣΙΛΕΩΣ ΔΙΚΑΙΟΥ ΜΕΝΑΝΔΡΟΥ «Царь Менандр Справедливый». Реверс: крылатая фигура с диадемой и ладонью, с нимбом, вероятно, Ника. Легенда на кхароштхи гласит MAHARAJASA DHARMIKASA MENADRASA «Великий царь Менандр, последователь Дхармы, Менандр».
- Индо-греческий пьедестал Хаштнагар[англ.] символизирует бодхисаттву и древнее письмо кхароштхи. Найдено около Раджара в Гандхаре, Пакистан. Выставлен в Британском музее в Лондоне.
- Фрагменты каменных ограждений колодцев с буддийской надписью, написанной письмом кхароштхи (от позднего ханьского периода до эпохи Троецарствия). Обнаружен в Лояне, Китай, в 1924 году.
- Часть Каменных указов правителя Ашоки в Шахбаз Гархи[англ.]
- Часть Каменных указов правителя Ашоки в Шахбаз Гархи